# Жигаловский район
Жига́ловский райо́н — административно-территориальное (район) и муниципальное образование (муниципальный район) в Иркутской области России.
Административный центр — посёлок городского типа  Жигалово.

## География
Жигаловский район граничит с Качугским, Усть-Кутским, Казачинско-Ленским, Усть-Удинским, Осинским.
Преобладают высоты 850—950 метров над уровнем моря. Наивысшая точка района — 1502 метра над уровнем моря. Главная водная артерия района — река Лена. Наиболее крупные её притоки — Тутура, Илга, Орлинга.

## История
В октябре 1924 года в селе Тутуре состоялся съезд депутатов Тутурской, Знаменской и Коношановской волостей по вопросу образования единого района. По предложению председателя профкома водников А. Д. Алёхина центр района был организован в селе Жигалове. Таким образом, 5 января 1925 года была организована Жигаловская волость. Решением Всероссийского Центрального Исполнительного Комитета за подписью председателя М. И. Калинина и секретаря А. Киселёва от 28 июля 1926 года на территории Иркутской области был территориально выделен Жигаловский район, объединяющий 21 сельсовет. В нём было 40 школ первой ступени и одна второй ступени, больница, три амбулатории, четыре фельдшерских пункта, шесть потребительских обществ, три кредитных товарищества, маслоартель, товарищество по совместной обработке земли, клуб водников им. Ильича, четыре коммуны, проживало 23 400 человек.

## Климат
Климат района континентальный. Средняя годовая температура воздуха — до −5 градусов. Средняя температура января — –29 градусов, июля — +18. Высота снежного покрова зимой составляет 30—40 см.

## Ресурсы
- Лесные, растительные и животные ресурсы района занимают одно из первых мест в области. В лесах преобладают хвойные породы: очень много лиственницы, сосны; меньше сибирского кедра, ели и пихты. В тайге водятся лось, косуля, кабарга, соболь, белка. Из промысловых птиц много глухарей и рябчиков. В водоёмах — выдра, ондатра и норка. Из рыб — хариус, ленок.
- Богат район и полезными ископаемыми. Значительный удельный вес занимает газ: начато освоение Ковыктинского месторождения. Обнаружены редкоземельные элементы — бром, литий и другие.

## Население
| \| 1939[6] \| 1959[7] \| 1970[8] \| 1979[9] \| 1989[10] \| 2002[11] \| 2009[12] \| \| -------- \| -------- \| -------- \| -------- \| -------- \| -------- \| -------- \| \| 22 449 \| ↘15 495 \| ↘12 948 \| ↘10 675 \| ↗11 043 \| ↘10 408 \| ↘10 037 \| \| 2010[13] \| 2011[14] \| 2012[14] \| 2013[15] \| 2014[16] \| 2015[17] \| 2016[18] \| \| ↘9340 \| ↘9291 \| ↘9067 \| ↘8912 \| ↘8748 \| ↘8624 \| ↘8549 \| \| 2017[19] \| 2021[4] \| \| \| \| \| \| \| ↘8452 \| ↗8957 \| \| \| \| \| \| 5000 10 000 15 000 20 000 25 000 30 000 1939 2002 2013 2021 |         |         |         |         |         |         |
| 1939 | 1959    | 1970    | 1979    | 1989    | 2002    | 2009    |
| 22 449 | ↘15 495 | ↘12 948 | ↘10 675 | ↗11 043 | ↘10 408 | ↘10 037 |
| 2010 | 2011    | 2012    | 2013    | 2014    | 2015    | 2016    |
| ↘9340 | ↘9291   | ↘9067   | ↘8912   | ↘8748   | ↘8624   | ↘8549   |
| 2017 | 2021    |         |         |         |         |         |
| ↘8452 | ↗8957   |         |         |         |         |         |

Наблюдается тенденция к снижению численности населения района как за счёт естественной убыли — до 5 ‰, так и за счёт миграционных процессов — район остаётся непривлекательным для переселенцев. Первая по численности этническая группа — русские, вторая — украинцы.

## Муниципально-территориальное устройство
В муниципальный район входят 10 муниципальных образований, в том числе 1 городское поселение и 9 сельских поселений, а также межселенные территории без какого-либо статуса муниципального образования:
| №         | Муниципальное образование                  | Административный центр   | Количество населённых пунктов | Население (чел.) | Площадь (км²) |
| --------- | ------------------------------------------ | ------------------------ | ----------------------------- | ---------------- | ------------- |
| 1e-06     | Городское поселение                        |                          |                               |                  |               |
| 1         | Жигаловское муниципальное образование      | рабочий посёлок Жигалово | 1                             | ↘4983            | 21,53         |
| 1.000002  | Сельские поселения                         |                          |                               |                  |               |
| 2         | Дальне-Закорское муниципальное образование | село Дальняя Закора      | 7                             | ↘599             | 2631,52       |
| 3         | Знаменское муниципальное образование       | село Знаменка            | 2                             | ↘666             | 1158,44       |
| 4         | Лукиновское муниципальное образование      | село Лукиново            | 3                             | ↘157             | 2525,19       |
| 5         | Петровское муниципальное образование       | село Петрово             | 3                             | ↘318             | 1053,34       |
| 6         | Рудовское муниципальное образование        | село Рудовка             | 4                             | ↘560             | 591,28        |
| 7         | Тимошинское муниципальное образование      | село Тимошино            | 4                             | ↘207             | 753,24        |
| 8         | Тутурское муниципальное образование        | село Тутура              | 4                             | ↘347             | 268,64        |
| 9         | Усть-Илгинское муниципальное образование   | село Усть-Илга           | 3                             | ↘110             | 2617,42       |
| 10        | Чиканское муниципальное образование        | село Чикан               | 4                             | ↗453             | 4466,17       |
| 10.000003 |                                            |                          |                               |                  |               |
| 10.000004 | межселенные территории                     |                          | 2                             |                  | 6735,63       |

В 2011 году было упразднено Коношановское муниципальное образование, а все его два населённых пункта были включены в межселенные территории

### Населённые пункты
В Жигаловском районе 37 населённых пунктов.
| №  | Населённый пункт | Тип             | Население | Муниципальное образование                  |
| -- | ---------------- | --------------- | --------- | ------------------------------------------ |
| 1  | Байдоново        | село            | ↘34       | Лукиновское муниципальное образование      |
| 2  | Балахня          | деревня         | →1        | Тутурское муниципальное образование        |
| 3  | Балыхта          | деревня         | →1        | Дальне-Закорское муниципальное образование |
| 4  | Бачай            | деревня         | ↗26       | Лукиновское муниципальное образование      |
| 5  | Бутырина         | деревня         | ↘29       | Тимошинское муниципальное образование      |
| 6  | Воробьёва        | деревня         | →122      | Петровское муниципальное образование       |
| 7  | Головновка       | деревня         | ↘186      | Рудовское муниципальное образование        |
| 8  | Головское        | деревня         | ↘1        | межселенные территории                     |
| 9  | Грехова          | деревня         | →10       | Чиканское муниципальное образование        |
| 10 | Грузновка        | деревня         | ↘16       | Усть-Илгинское муниципальное образование   |
| 11 | Дальняя Закора   | село            | ↘334      | Дальне-Закорское муниципальное образование |
| 12 | Жигалово         | рабочий посёлок | ↗5494     | Жигаловское муниципальное образование      |
| 13 | Заплескина       | деревня         | ↘21       | Петровское муниципальное образование       |
| 14 | Захарова         | деревня         | →1        | Тимошинское муниципальное образование      |
| 15 | Знаменка         | село            | ↘573      | Знаменское муниципальное образование       |
| 16 | Игжиновка        | деревня         | ↗11       | Рудовское муниципальное образование        |
| 17 | Кайдакан         | деревня         | ↘32       | Тимошинское муниципальное образование      |
| 18 | Качень           | село            | ↘83       | Дальне-Закорское муниципальное образование |
| 19 | Келора           | деревня         | →4        | Чиканское муниципальное образование        |
| 20 | Коношаново       | село            | ↘55       | межселенные территории                     |
| 21 | Константиновка   | деревня         | ↘170      | Дальне-Закорское муниципальное образование |
| 22 | Кузнецовка       | деревня         | ↗102      | Тутурское муниципальное образование        |
| 23 | Лукиново         | село            | ↘112      | Лукиновское муниципальное образование      |
| 24 | Молодёжный       | посёлок         | →0        | Усть-Илгинское муниципальное образование   |
| 25 | Нижняя Слобода   | деревня         | ↘140      | Знаменское муниципальное образование       |
| 26 | Орловка          | деревня         | ↗40       | Тутурское муниципальное образование        |
| 27 | Петрово          | село            | ↘187      | Петровское муниципальное образование       |
| 28 | Пономарёва       | деревня         | ↘105      | Рудовское муниципальное образование        |
| 29 | Пуляевщина       | деревня         | →3        | Дальне-Закорское муниципальное образование |
| 30 | Рудовка          | село            | ↘308      | Рудовское муниципальное образование        |
| 31 | Тимошино         | село            | ↘150      | Тимошинское муниципальное образование      |
| 32 | Тутура           | село            | ↘230      | Тутурское муниципальное образование        |
| 33 | Тыпта            | деревня         | ↘75       | Дальне-Закорское муниципальное образование |
| 34 | Усть-Илга        | село            | ↘169      | Усть-Илгинское муниципальное образование   |
| 35 | Чикан            | село            | ↘381      | Чиканское муниципальное образование        |
| 36 | Чичек            | деревня         | →11       | Дальне-Закорское муниципальное образование |
| 37 | Якимовка         | деревня         | ↘83       | Чиканское муниципальное образование        |

## Экономика
Посевных площадей в районе мало. Из зерновых преобладает пшеница. Хорошо произрастают картофель, капуста, морковь, свекла, помидоры и огурцы — в теплицах.
Производственный потенциал формируют следующие отрасли:
- промышленность — 4 %,
- сельское хозяйство — 6 %,
- транспорт — 0,6 %,
- связь — 2,6 %,
- ЖКХ — 2,4 %,
- строительство — 8,4 %,
- торгово-коммерческая деятельность — 5 %,
- прочие отрасли (Иркутская буровая компания, Сибгеосервис,  Жигаловский судостроительный завод, дорожная служба Иркутской области) — 71 %.

C 2007 года по 2009 год на автодороге «Иркутск — Качуг — Жигалово» в районе деревни Пономарёва был построен новый мост через реку Лену, взамен устаревшего понтонного моста.

## Социальная сфера
- Образование: 7 средних общеобразовательных школы, 5 основных общеобразовательных школ, 6 начальных школ, 3 начальных школ-детских садов, 11 дошкольных учреждений, 2 учреждения дополнительного образования, филиал Балаганского ПУ.
- Учреждения культуры: межпоселенческая библиотечная система, районный дом культуры «Современник» районный центр культуры и досуга, 11 сельских ДК и 8 сельских клубов.
- Здравоохранение: центральная районная больница на 91 койку, в структуру которой входят Знаменская участковая больница на 22 койки и 17 фельдшерских пунктов.
- Спорт: ДЮСШ.

## Туризм
Спортивно-охотничьи туры по изюбрю «на реву» и медведю «на берлоге» для охотников России и иностранных государств.